# Église Notre-Dame de Sentein
L'église Notre-Dame est une église située en France dans la commune de Sentein, dans le département de l'Ariège en région Occitanie.

## Description
L'église fortifiée d’époque romane (clocher) remaniée aux XIVe – XVe siècles, comporte des fresques gothiques (fin XVe – XVIe siècle). Elle est flanquée de deux tours quadrangulaires, restes de l'enceinte fortifiée du XIIIe siècle qui mesurait 200 m de pourtour[réf. souhaitée] et comprenait alors cinq tours.
Des peintures murales datant du début XVIe siècle ont été découvertes en mai 1966.

## Localisation
L'église est située à 734 m d'altitude au centre de Sentein, chef-lieu de la vallée du Biros dans les Pyrénées, frontalière de l'Espagne (Val-d'Aran).

## Historique
Le clocher est construit au XIIe siècle, c'est la seule partie restante de l'ancienne église.
Probablement au XIIIe siècle le clocher gagne un étage octogonal. Au XVIIIe siècle, le clocher est rehaussé de deux étages.
L'église, les amorces d'enceinte et les deux tours subsistantes font l'objet d'un classement au titre des monuments historiques par arrêté du 20 octobre 1906.

### Intérieur

#### Lanef
La peinture monumentale des voûtes de la nef date du XVIe siècle.

#### Lechœur
Le maître autel est en marbre blanc avec quatre colonnes en marbre rose, sur la façade sont représentées trois scènes : à gauche, les apparitions de Notre-Dame de la Salette ; au centre, l'Assomption de Marie ou l'Immaculée Conception ; à droite, les apparitions de Notre-Dame de Lourdes.
Sur l'abside est placé le retable en bas-relief de l'Assomption de Marie, il est inscrit à l'inventaire des monuments historiques.

### Mobilier
Les peintures et de nombreux objets sont référencés dans la base Palissy.

## Galerie

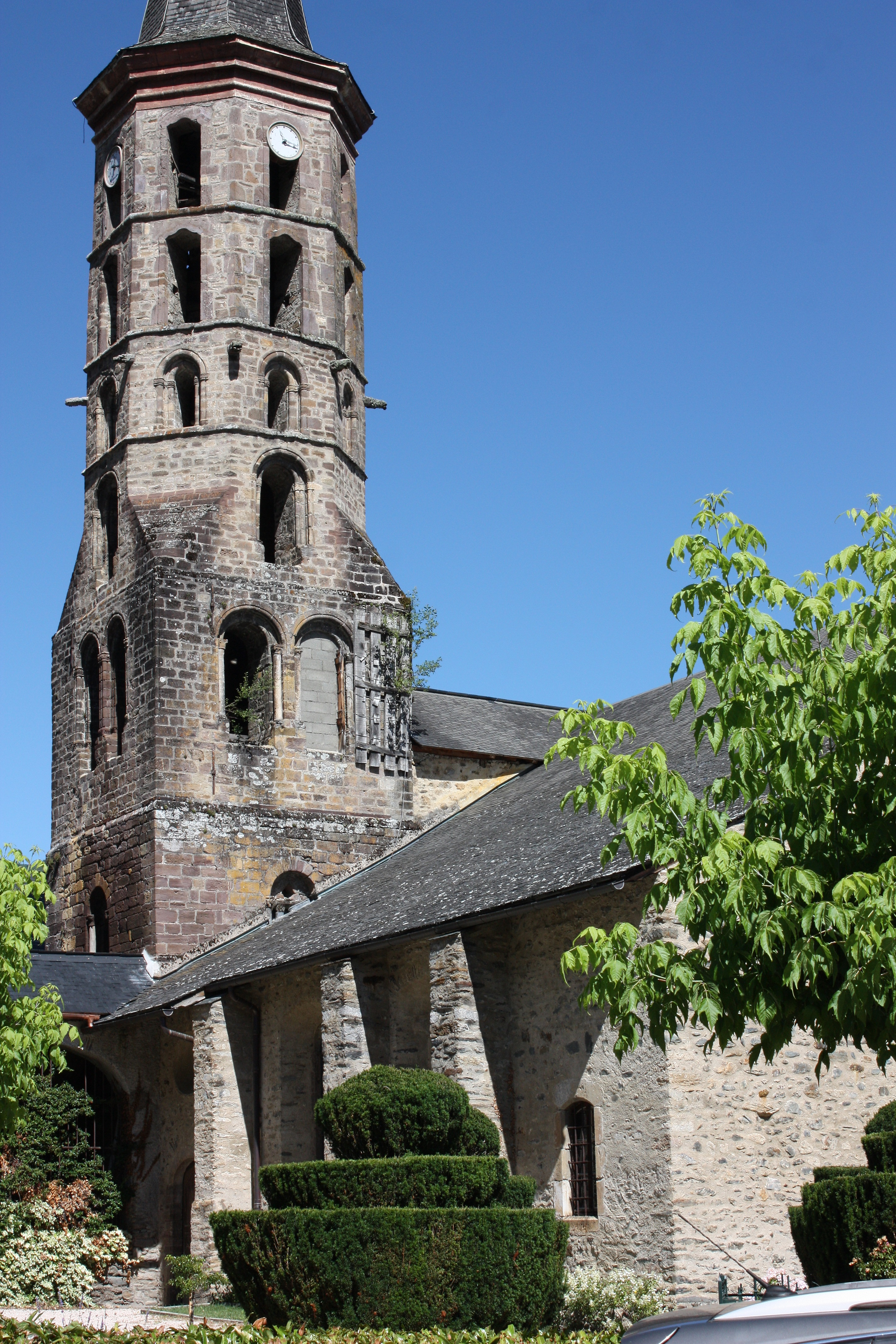
Le clocher.
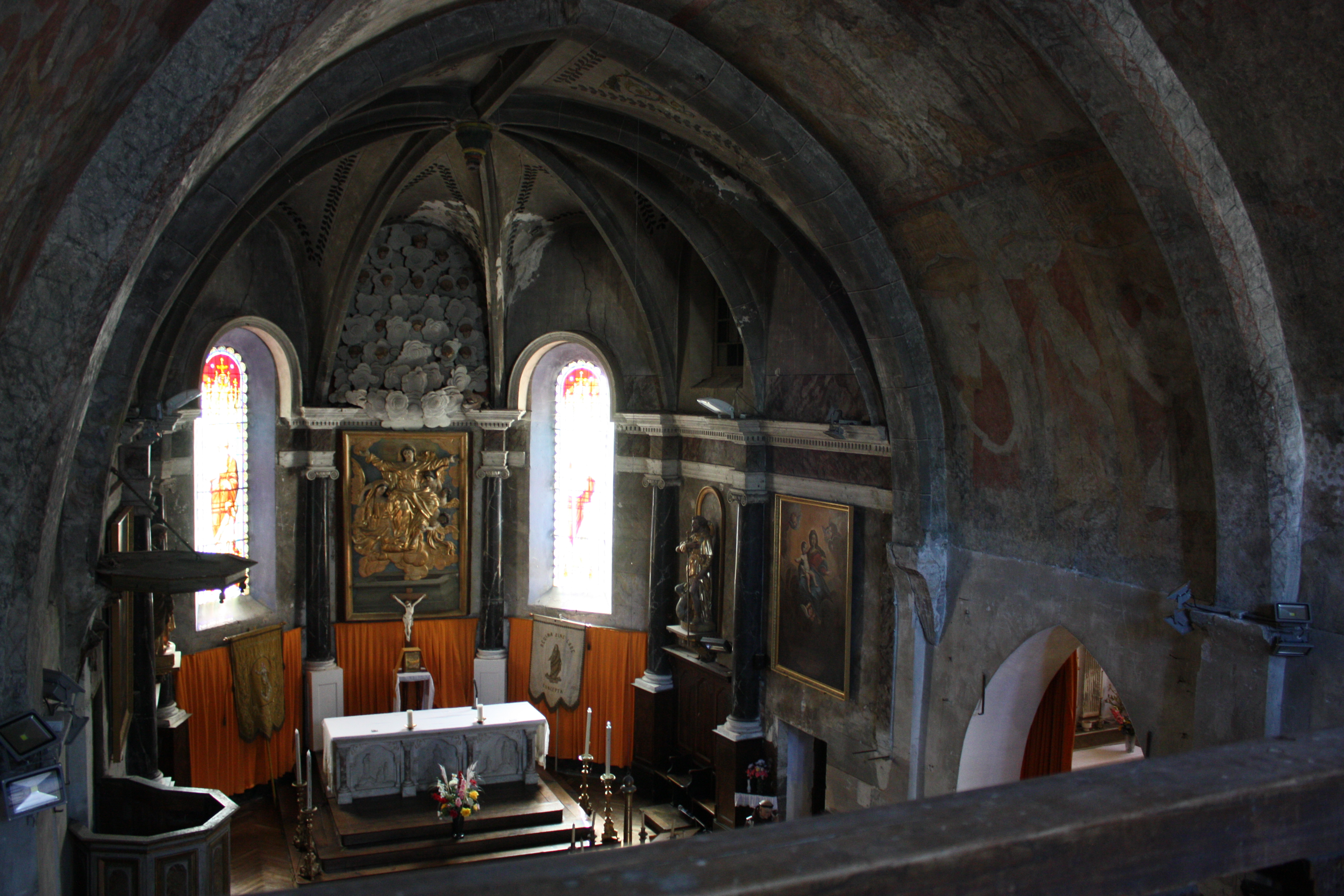
Le chœur. Sur la gauche, la chaire.
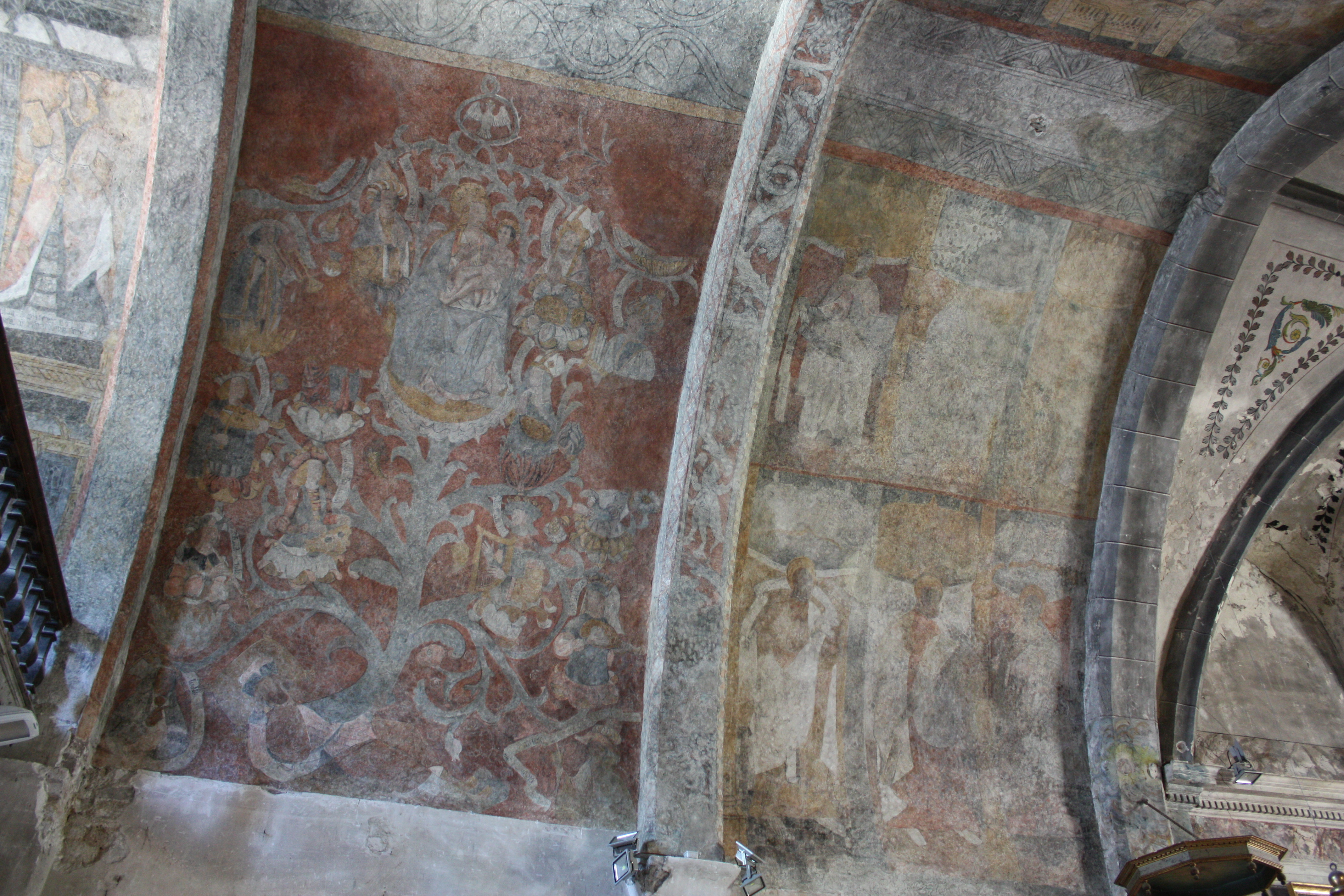
Peinture monumentale des voûtes de la nef. Sur la peinture gauche est représenté l'arbre de Jessé.
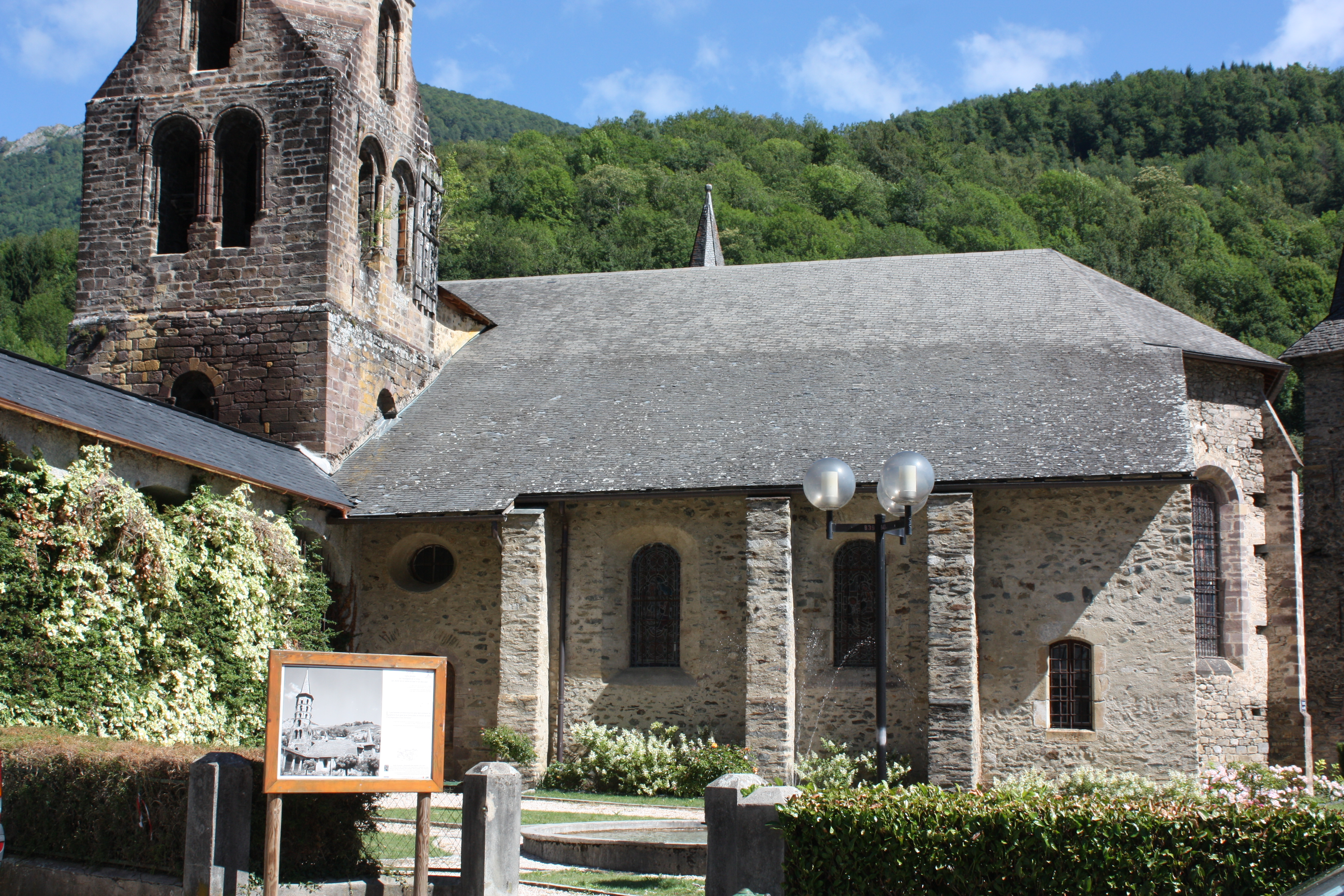

## Valorisation du patrimoine
L'Association de sauvegarde de l'église de Sentein créée en 2002 veille sur l'édifice et organise concerts et expositions.